# Gennaro Acampa
Gennaro Acampa (ur. 27 maja 1945 w Neapolu) – włoski duchowny katolicki, biskup pomocniczy Neapolu w latach 2014–2021.

## Życiorys

### Prezbiterat
Święcenia kapłańskie otrzymał 29 czerwca 1968 i został inkardynowany do archidiecezji neapolskiej. Pracował głównie jako duszpasterz parafialny, był także m.in. ojcem duchownym niższego seminarium oraz kandydatów do stałego diakonatu, a także wikariuszem biskupim ds. duchowieństwa.

### Episkopat
28 czerwca 2014 papież Franciszek mianował go biskupem pomocniczym archidiecezji Neapolu, ze stolicą tytularną Tortibulum. Saky udzielił mu 6 września 2014 arcybiskup metropolita Neapolu – kardynał Crescenzio Sepe.
27 września 2021 papież Franciszek przyjął jego rezygnację z pełnionej funkcji.